# Cattleya maxima
A Cattleya maxima az egyszikűek (Liliopsida) osztályának spárgavirágúak (Asparagales) rendjébe, ezen belül a kosborfélék (Orchidaceae) családjába tartozó faj.

## Képek

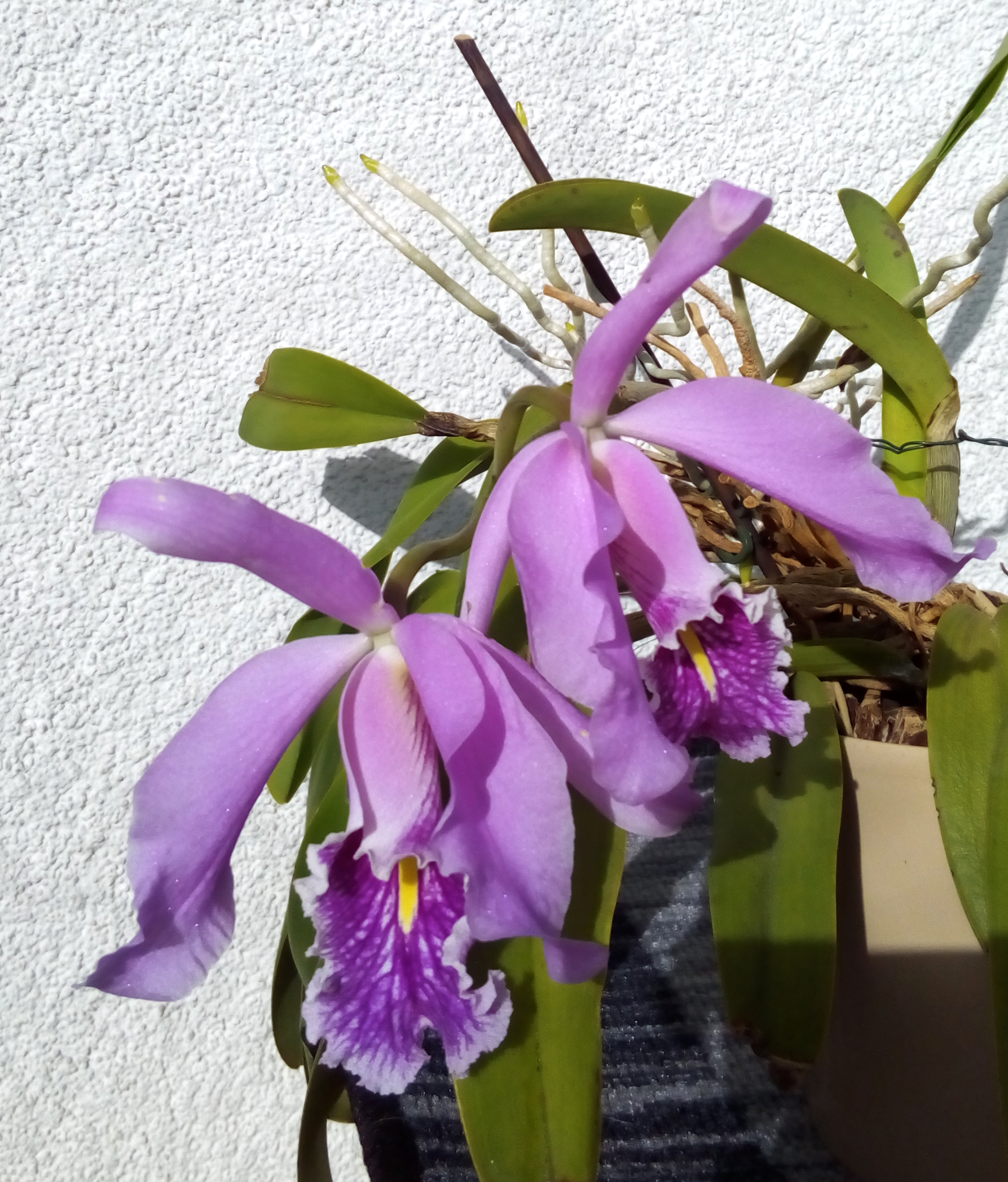
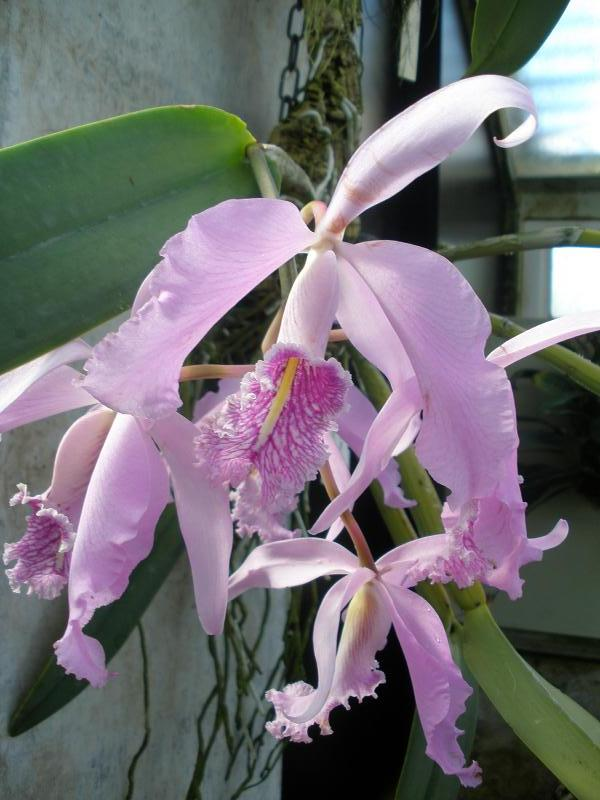
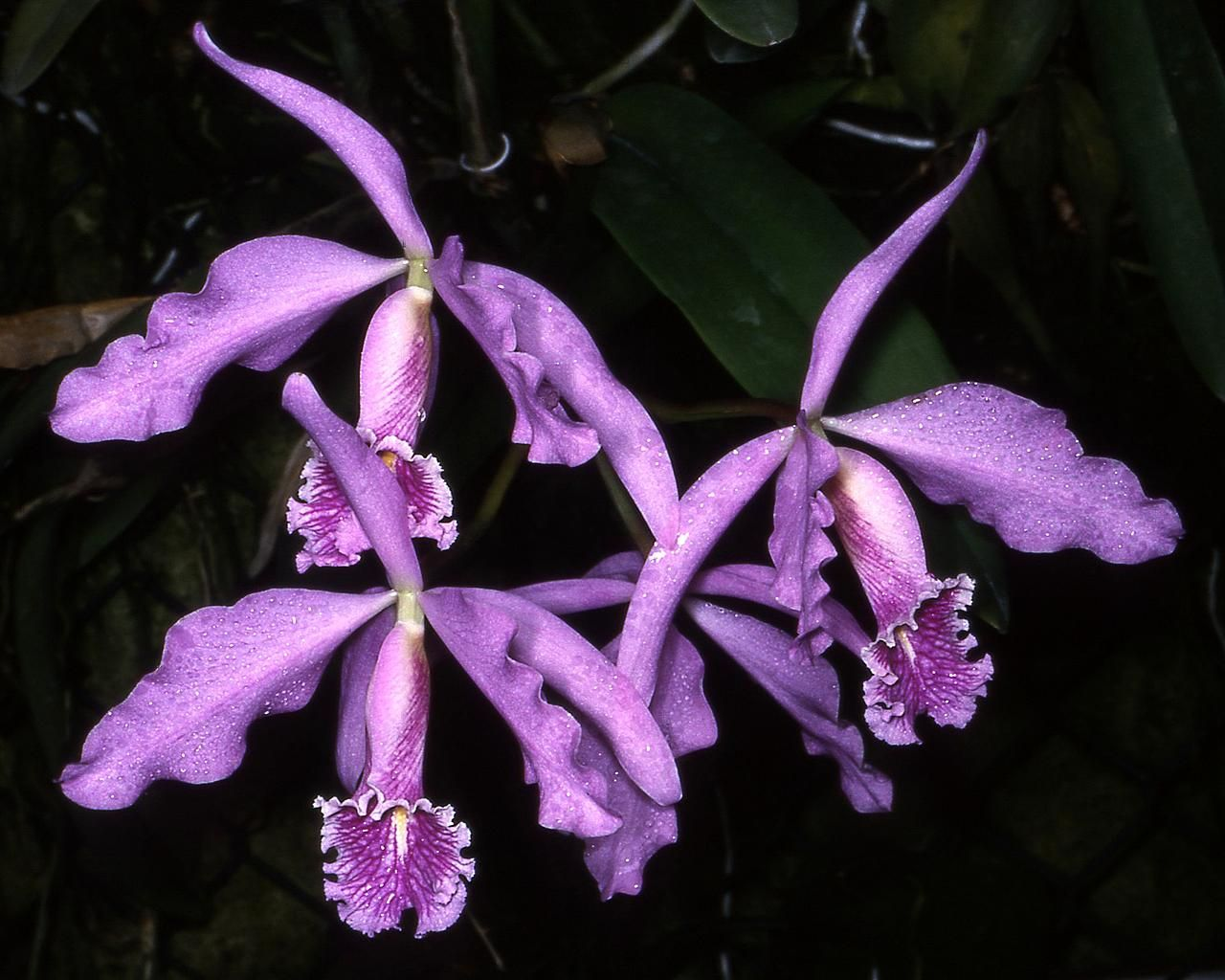
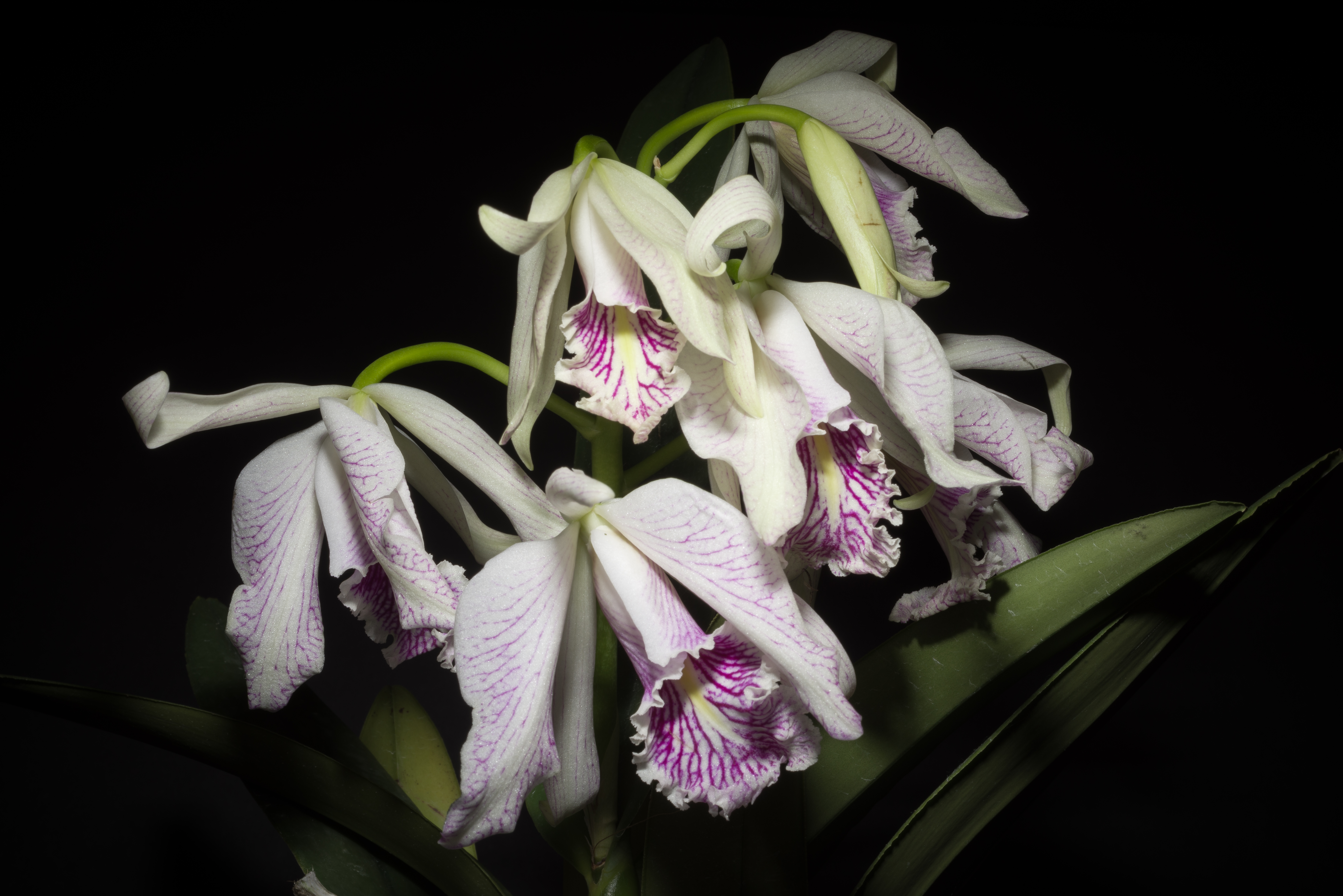
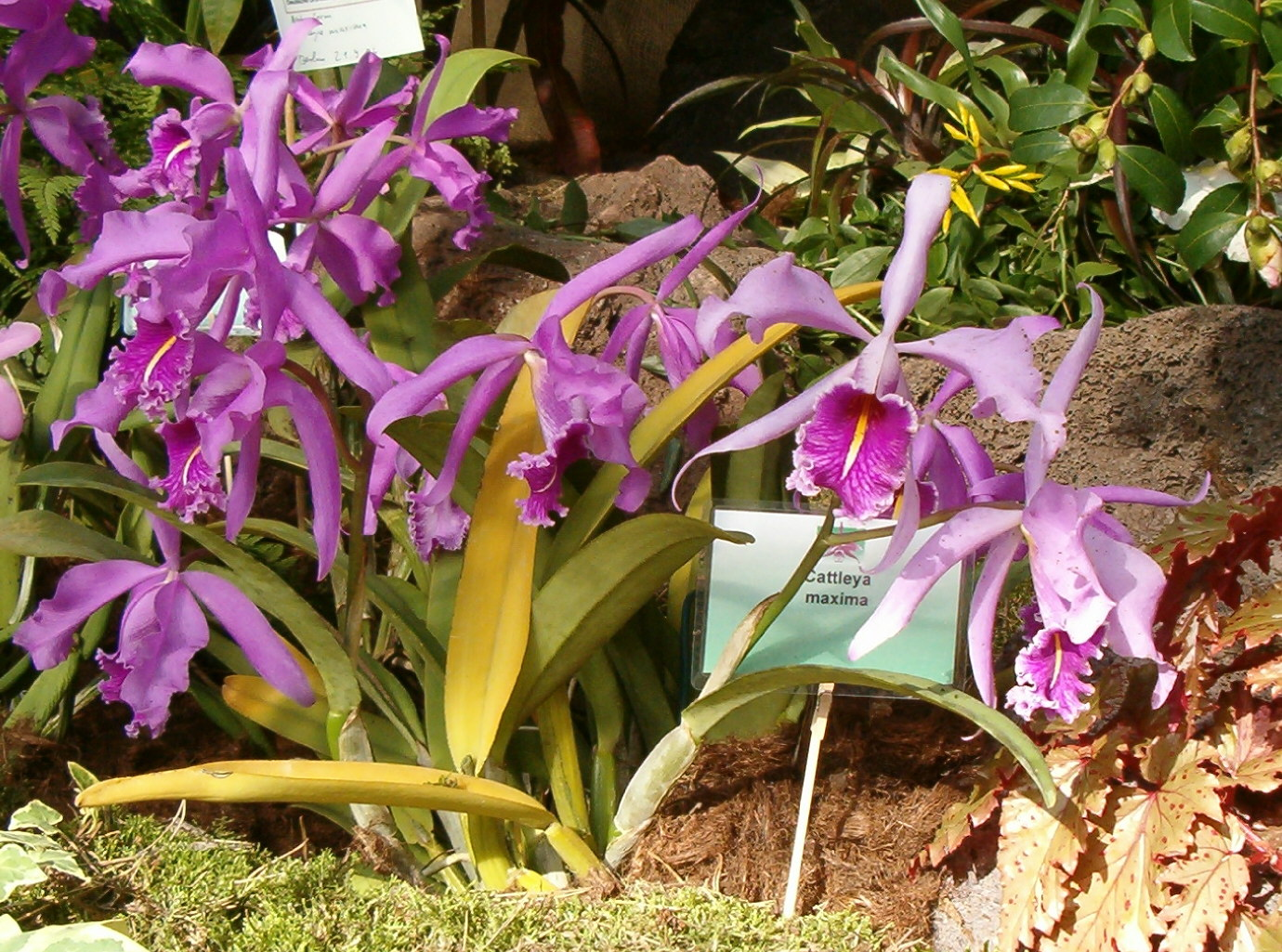

## Előfordulása
A Cattleya maxima előfordulási területe Dél-Amerikában van. Ecuadorban és Peruban őshonos. 100-1800 méteres tengerszint feletti magasságok között található meg. Habár fán lakó epifiton növényfaj, olyan magasságokban ahol már nincsenek fák, a sziklák oldalán is megtelepszik.

## Megjelenése
A világoszöld színű levelei 35 centiméter hosszúak és 6 centiméter szélesek. A virágai körülbelül 30 centiméteres száron ülnek; a hegyvidékieknek 3-6, míg az alföldieknek 12-15 darab virága van. A virág 12-15 centiméter széles, lilás vagy halvány rózsaszín, sötétlila és sárga mintázatokkal.